# Vuelta al Táchira 2009
Die 44. Vuelta al Táchira fand vom 6. bis zum 17. Januar 2009 in Venezuela statt. Das Straßenradrennen wurde in zwölf Etappen über eine Distanz von 1355 Kilometern ausgetragen. Es gehörte zur UCI America Tour 2009 und war dort in die Kategorie 2.2 eingestuft.
Gesamtsieger des Etappenrennens wurde der Einheimische Rónald González von Lotería Del Táchira mit nur sieben Sekunden Vorsprung vor seinem venezolanischen Landsmann Tomás Gil (Gobierno De Carabobo Fundadeporte). Das Podium wurde komplettiert von Jonathan Monsalve  (Hussein Sport Gobierno Barinas), der sich zugleich die Siege in der Punktewertung und der Kombinationswertung sicherte. Vorjahressieger Manuel Medina wurde 2009 mit 53 Sekunden Rückstand auf González Sechster und gewann die Bergwertung. In der Sprintwertung konnte Víctor Moreno seinen Erfolg von 2008 wiederholen.

## Teilnehmer
Am Start standen Teams aus Argentinien, der Slowakei, Mexiko, Italien, Griechenland, den Niederlanden und Venezuela, darunter zwei Nationalmannschaften. Insgesamt nahmen fünfzehn Teams teil. Mit Christoph Springer und Henrik Wolter von der Mannschaft Heraklion-Nessebar nahmen auch zwei Deutsche am Rennen teil.
| Gobernación del Zulia - BOD Niederlande Nationalmannschaft Gobierno De Carabobo Fundadeporte | Slowakei Radcross-Nationalmannschaft GS Mastromarco Sensi Mapooro Heraklion-Nessebar | Arenas Tlaxcala Mexico Alcaldia De San Cristobal Iandere Diamante Sumiglow Gobernación Mérida |
| Alcaldia De Maracaibo Loteria Del Táchira Alcaldia Mun. Libertad Independencia               | Fundaciclismo Trujillo Hussein Sport Gobierno Barinas Acme Argentina Kino Táchira    |                                                                                               |

## Etappen
| Etappe | Tag        | Start–Ziel                            | km  | Typ        | Etappensieger     | Gesamtführender   |
| ------ | ---------- | ------------------------------------- | --- | ---------- | ----------------- | ----------------- |
| 1.     | 6. Januar  | Rundkurs El Tocuyo                    | 100 |            | Miguel Ubeto      | Miguel Ubeto      |
| 2.     | 7. Januar  | El Tocuyo – Acarigua                  | 150 |            | Artur García      | Miguel Ubeto      |
| 3.     | 8. Januar  | Rundkurs Barinitas                    | 100 |            | Jonathan Monsalve | Jonathan Monsalve |
| 4.     | 9. Januar  | Mérida – Tovar                        | 80  |            | Juan Murillo      | Franklin Chacón   |
| 5.     | 10. Januar | Rundkurs El Vigía                     | 100 |            | Artur García      | Franklin Chacón   |
| 6.     | 11. Januar | Umuquena – Cerro del Cristo Rey       | 126 |            | Rónald González   | Rónald González   |
| 7.     | 12. Januar | Táriba - El Cobre                     | 160 |            | José Rujano       | Rónald González   |
| 8.     | 13. Januar | Las Masas - San Antonio               | 160 |            | José Alarcon      | Rónald González   |
| 9.     | 14. Januar | Rundkurs Rubio                        | 110 |            | Carlos Becerra    | Rónald González   |
| 10.    | 15. Januar | Cordero – La Grita                    | 135 |            | José Rujano       | José Alarcon      |
| 11.    | 16. Januar | San José de Bolívar - Queniquea (EZF) | 14  | Zeitfahren | José Rujano       | José Alarcon      |
| 12.    | 17. Januar | Rundkurs San Cristóbal                | 120 |            | Jonathan Monsalve | Rónald González   |